# Ahlatschahs

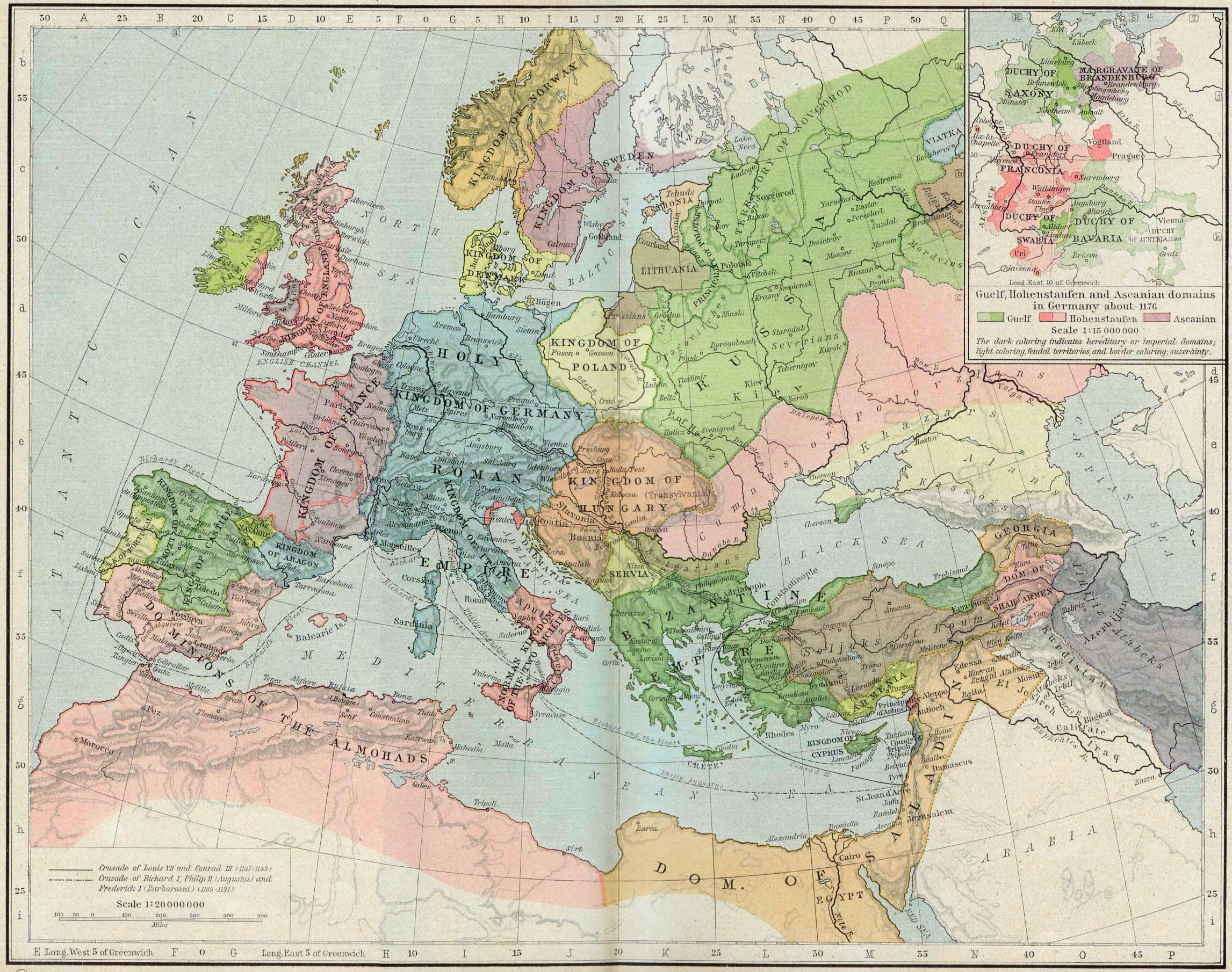
Das Reich der Shah-Armen(Ahlatschahs) und einige seiner Nachbarn um 1190

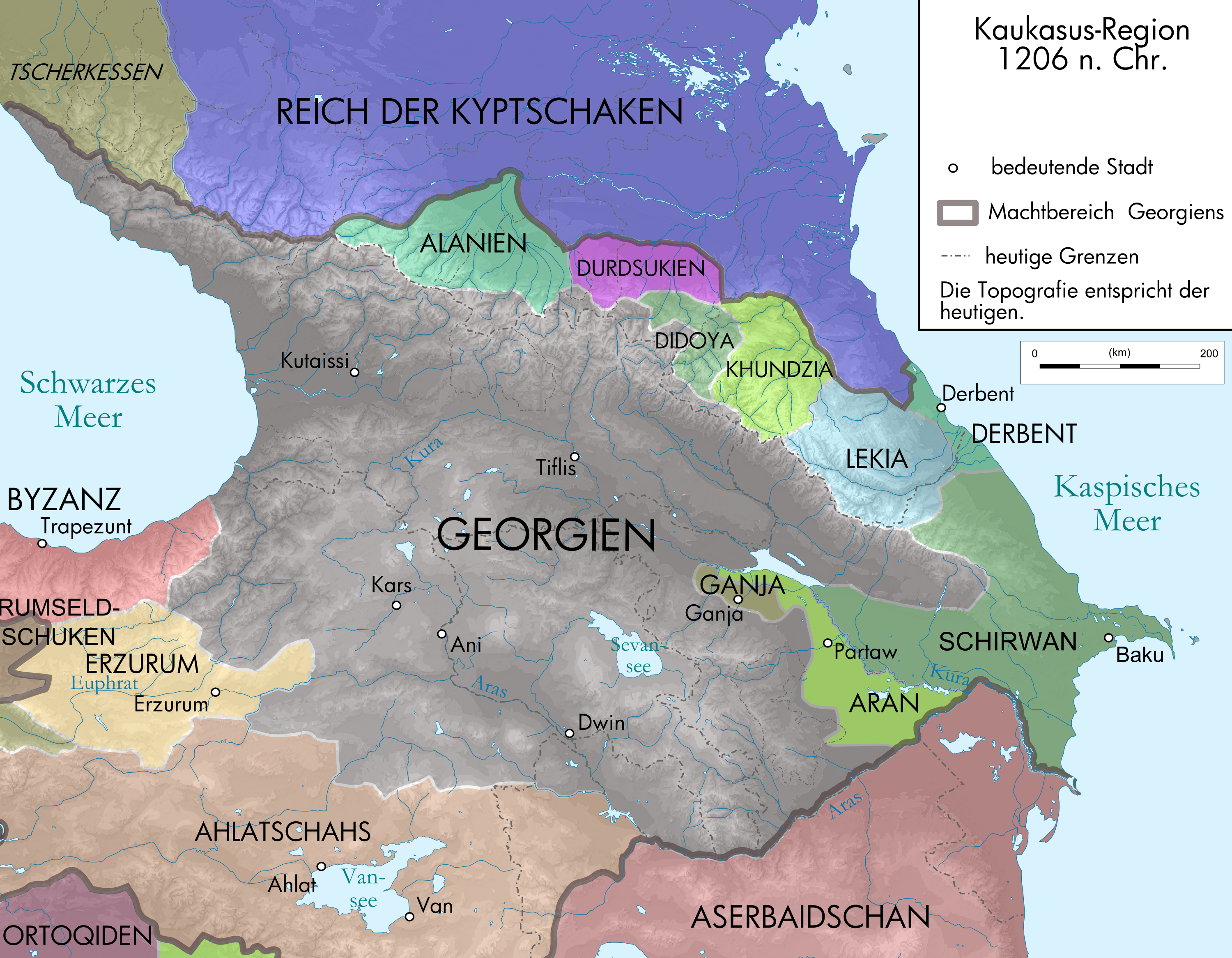
Das Reich der Ahlatschahs und einige seiner Nachbarn um 1206

Die Ahlatschahs (DMG Aḫlāṭ-Šāhs), auch Armanschahs (Arman-Šāhs) oder Schah-Armens, waren in erster Linie eine Reihe von muslimischen Herrschern türkischer Herkunft, die von 1100 bis 1207 über ein ostanatolisch-armenisches Fürstentum (Beylik) mit dem bedeutenden und wohlhabenden Zentrum Ahlat gebot. Sie wurden daher als Könige von Armenien bezeichnet. Während die ersten vier Ahlatschahs noch der Lokaldynastie der Sökmeniden entstammten, handelte es sich bei den Herrschern nach 1185 um deren ehemalige Mamlukengeneräle, die meist nicht miteinander verwandt waren und Ahlat schließlich an die Ayyubiden verloren.

## Geschichte
Das Fürstentum an den Ufern des Vansees entstand nach der Schlacht von Manzikert (1071), in deren Folge die siegreichen Seldschuken den Byzantinern große Teile Anatoliens entrissen. Sökmen (I.) al-Qutbi, der Gründer und Namensgeber der Sökmeniden-Dynastie, war ein türkischer Mamluk des seldschukischen Gouverneurs von Āzarbāydschān Qutb ad-Din Ismail ibn Yaquti (daher seine Nisba al-Qutbi). Er übernahm im Jahre 1100 die Stadt Ahlat, wo bis dahin die Marwaniden geherrscht hatten, und – als Nachfolger der armenischen (also einheimischen) Fürsten – den lokalen Herrschertitel Schāh-i Arman (شاه أرمن ‚Schah der Armenier‘), welcher später auch noch von einigen Ayyubiden geführt wurde.
Die Ahlatschahs waren zunächst fest in das großseldschukische Reich eingebunden. Sie pflegten enge Kontakte zu anderen islamischen Fürstentümern der Region und gingen wiederholt Bündnisse mit den Artuqiden von Mardin, den Zengiden, den Saltuqiden von Erzurum und den Ahmadili-Atabegs von Maragha ein – vor allem, um gemeinsam lukrative Feldzüge gegen die christlichen Georgier im Norden unternehmen. Die Beziehungen zu den Artuqiden intensivierten sich dabei erst in der Mitte des 12. Jahrhunderts. Zuvor, im Jahre 1121, hatte Il-Ghazi I. die Stadt Mayyafariqin eingenommen, welche 1108 von Sökmen I. erobert worden war. Außerdem fällt auf, dass Schah Ibrahim sich nicht an dem von Il-Ghazi im selben Jahr angeführten Georgien-Feldzug beteiligte.
Den Zenit ihrer Macht erreichten die Ahlatschahs unter Nasir ad-Din Sökmen II. ibn Ibrahim, der 1128 als Kind auf den Thron kam und dann ganze 57 Jahre lang herrschte. Sein Reich – zeitweise das mächtigste der Region – erstreckte sich im Osten bis nach Choy und Salamas, im Norden über Sürmeli (bei Iğdır) nach Kars und umfasste im Westen die Regionen von Musch, Sasun und Bitlis (wo als Vasallen die Dilmatschiden regierten). Sökmen war mit Schah-Banwar, der Schwester Saltuqs II., verheiratet; seine eigene Schwester wurde 1146 die Frau Nadschm ad-Din Alpis I., was zur Folge hatte, dass die Artuqiden von Mardin gegen jene von Hisn Kayfa unterstützt wurden. 1161 schickte er Aq-Sunqur II. ein großes Heer, mit dessen Hilfe der Atabeg von Maragha einen wichtigen Sieg über die mächtigen Eldigüziden erringen konnte. Dass Sökmen sich damals nicht in persona in die Machtkämpfe in Aserbaidschan einmischte, lag daran, dass er und andere muslimische Fürsten der Region; im Juli/August dieses Jahres versuchten, die kurz vorher an die Georgier gefallene Schaddadiden-Hauptstadt Ani zurückzuerobern. Die auf die Belagerung folgende Schlacht endete jedoch mit einem Sieg König Giorgis III.; der zum Rückzug gezwungene Schah hatte sehr hohe Verluste erlitten, viele seiner Männer – darunter auch einige Mitglieder der Herrscherfamilie (wie der Bruder Schah-Banwars) – waren in Gefangenschaft geraten, sein Lager hatten die Georgier geplündert.

Nach dieser Niederlage unternahmen Sökmen, Aq-Sunqur II., Eldigüz und der Dilmatschide Fachr ad-Din 1163 gemeinsam einen großen Rachefeldzug gegen die Georgier, welche zuvor auch Dvin und Gandscha überfallen hatten. Das über 50 000 Mann starke Herr der Muslime drang im Januar/Februar plündern auf georgisches Territorium vor und besiegte die Truppen Giorgis in einer Entscheidungsschlacht am 13. Juli. Die überreiche Beute, die der Schah-i Arman bei diesem Feldzug machte, entschädigte ihn für die Verluste des Jahres 1161; zu den wichtigsten Stücken gehörten laut al-Fariqi drei Truhen, von denen die erste feinste Gold- und Silbergefäße, die zweite die königliche Kapelle, mit Juwelen besetzte Gold- und Silberkreuze sowie Evangelien und die dritte den königlichen Schatz (Gold, Silber, Edelsteine) enthielt. Sökmens Rückkehr nach Ahlat, im Zuge derer die einzigartigen Schätze bewertet und ausgestellt wurden, war der Anlass eines großen Festes, bei dem man 300 Ochsen schlachtete und ihr Fleisch an Bedürftige verteilte. Ein weiteres Mal wurde König Giorgi in die Flucht geschlagen, als der Schah-i Arman und Eldigüz im Sommer 1174 von Nachtschiwan aus gegen die Stadt Aq-Schahr zogen, sie plünderten und niederbrannten.

Nach 1175 wurde Sökmens Aufmerksamkeit vor allem von den politischen Entwicklungen im Süden gefordert. Ab 1184 kontrollierte der Schah-i Arman hier auch das Artuqiden-Beylik seines jungen Neffen Husam ad-Din Yülük-Arslan, doch verstarb der letzte Sökmenide im Jahr darauf, ohne einen männlichen Erben zu hinterlassen. Dies hatte zur Folge, dass sich nun Dschahan-Pahlavan Muhammad ibn Eldigüz, der eine seiner Töchter mit dem Schah verheiratet hatte, und der Ayyubide Saladin um das Fürstentum stritten. Während letzterer – gegen den sich Sökmen 1183 mit dem Zengiden Izz ad-Din Masud I. verbündet hatte – den Artuqiden von Mardin Mayyafariqin entriss, geriet Ahlat nun unter die Herrschaft schnell wechselnder Militärführer. Deren erster, Saif ad-Din Beg-Temür, spielte Dschahan-Pahlavan geschickt gegen Saladin aus.
Während sich die ehemaligen Mamluken Sökmens II. in internen Kämpfen schwächten, schwand die Macht der Ahlatschahs mehr und mehr: Im Rahmen neuer, aggressiver Kampagnen, die Königin Tamar zu Beginn des 13. Jahrhunderts gegen ihre muslimischen Nachbarn führte, besetzten georgische Truppen Schirak, eroberten Ani zurück (noch 1199) und drangen sogar bis in die Gegend um Ahlat, nach Ardschisch und Malazgirt vor. Sie nahmen Gefangene und plünderten die Gebiete nördlich des Van-Sees ohne, dass die Ahlatschahs in der Lage gewesen wären, ihnen Widerstand zu leisten. Erst nachdem eine Festung nahe Erzurum angegriffen wurde, schlugen der dort mittlerweile herrschende Seldschuke Mughith ad-Din Toghril-Schah und der Herrscher von Ahlat die Georgier, welche allerdings schon im Jahr darauf wieder aus dem Umland von Ahlat vertrieben werden mussten. Im Jahre 1207, als die Macht in Ahlat gerade wieder umstritten war, geriet schließlich auch Kars unter die Herrschaft Tamars.
Die Gefahr, welche die vom heutigen Nordirak und Syrien aus in Richtung Anatolien expandierenden Ayyubiden nicht nur für die Ahlatschahs darstellten, war indes längst nicht gebannt. Als die Bewohner Ahlats den Artuqidenherrscher von Mardin (auf Grund dessen Verwandtschaft mit den Sökmeniden) dazu einluden, die Regierung ihrer Stadt zu übernehmen, wurde der Ayyubide al-Malik al-Aschraf Musa auf einen solchen Machtzuwachs neidisch und versuchte, von Harran aus Mardin zu erobern. Diese Entwicklung nutzte ein ehemaliger Mamluk Sökmens namens Balaban, um als neuer Schah-i Arman 1207 in Ahlat die Macht zu übernehmen. Als daraufhin al-Malik al-Auhad Nadschm ad-Din Ayyub von Maiyafariqin – ein anderer Ayyubide, der seine Besitzungen bereits auf Kosten der Ahlatschahs erweitert hatte – gegen Izz ad-Din Balaban zog, konnte dieser den Angriff abwehren und auch ein zweiter Vorstoß al-Auhads blieb erfolglos, da Balaban Mughith ad-Din Toghril-Schah von Erzurum zu Hilfe gerufen hatte. Später jedoch hinterging Toghril-Schah Balaban, tötete ihn und versuchte selbst, Ahlat zu besetzen. Die Bevölkerung rief daraufhin al-Auhad zu Hilfe, welcher die strategisch sehr wichtige Stadt 1207 doch noch einnahm und der Herrschaft der Ahlatschahs ein Ende setzte.

## Hinterlassenschaften
Die Ahlatschahs haben Ahlat als ihre Hauptstadt geprägt. Einige imposante und zum Teil reich verzierte Grabsteine stellen dabei ihre wichtigsten Hinterlassenschaften dar.
Einige Gedichte, die der persische Poet Chaqani gegen Ende seines Lebens schrieb, sind Schams ad-Din Mahmud ibn Ali gewidmet, welcher dem Schah-i Arman als Statthalter in Ardschisch diente.

## Herrscherliste
Die Sökmeniden:
- Sökmen (I.) al-Qutbi (al-Quṭbī), reg. 1100–1112
- Zahir ad-Din Ibrahim ibn Sökmen (Ẓahīr ad-Dīn Ibrāhīm), reg. 1112–1126/27
- Ahmad ibn Sökmen oder Yaqub ibn Sökmen (Aḥmad oder Yaʿqūb), reg. 1126/27–1128
- Nasir ad-Din Sökmen (II.) ibn Ibrahim (Nāṣir ad-Dīn), reg. 1128–1185

Nichtdynastische Mamlukenherrscher:
- Saif ad-Din Beg-Temür, reg. 1185–1193
- Badr ad-Din Aq-Sunqur Hazardinari (Hazārdīnārī), reg. 1193–1197
- Schudscha ad-Din Qutlugh (Šuǧāʿ ad-Dīn Qutluġ), reg. 1197
- al-Malik al-Mansur Muhammad ibn Beg-Temür (al-Malik al-Manṣūr Muḥammad), reg. 1197–1207
- Izz ad-Din Balaban (ʿIzz ad-Dīn), reg. 1207